# Cozinhe se Puder
Cozinhe se Puder (também conhecido como Mestres da Sabotagem na primeira temporada) é um talent show de culinária brasileiro produzido e exibido pelo SBT, em parceria com a Discovery Networks. É a versão brasileira do programa Cutthroat Kitchen, exibido pelo Food Network e no Discovery Home & Health no Brasil. A atração estreou em 24 de abril de 2021.
O programa era apresentado Sergio Marone e, posteriormente, por Otaviano Costa e conta com o chef Giuseppe Gerundino como jurado. A partir da terceira temporada, passa a se chamar Cozinhe se Puder.

## Formato
Cada episódio apresenta quatro chefs renomados, sendo dois homens e duas mulheres em uma competição de eliminação por três rodadas. Os participantes recebem do apresentador uma maleta com uma quantia alta de R$25.000 na primeira rodada, sendo o valor diferente da cédula real por questões de segurança. Cada um dos chefs tem suas próprias estações para preparar e cozinhar alimentos, e a cozinha inclui uma ampla variedade de outras ferramentas e equipamentos, bem como uma despensa abastecida com ingredientes. Na segunda temporada, os chefs são substituídos por celebridades, retornando ao formato tradicional na terceira.
Em cada rodada, os participantes recebem um prato para ser criado e durante o anúncio, os participantes tem um minuto para pegar a maior quantidade de alimentos e adereços de cozinha na dispensa. A primeira etapa geralmente é baseada em pratos usados no café da manhã ou no lanche. A segunda etapa usa pratos sofisticados e a terceira etapa se baseia em comidas doces, mas precisamente nas sobremesas.

#### Sabotagens
Durante as rodadas, é oferecido aos participantes itens para prejudicar seus adversários, trazendo entre as trapaças objetos incomuns na cozinha, cenários e fantasias desagradáveis e alimentos que não são usados em um determinado prato, podendo ter até mesmo a presença de atores ou dos 'sabotinos' para atrapalhar o chef. Para conquistar o item para prejudicar seu concorrente, o chef terá que oferecer uma quantia alta de dinheiro no leilão, além de ter o direito de tomar um objeto ou alimento de seu carrinho. Todas as rodadas tem duração de 30 minutos, sendo os últimos 60 segundos para cozinhar sem as sabotagens.

#### Avaliação
Antes da avaliação, o jurado principal é posto em uma sala isolada dos participantes, aparecendo no fim de cada rodada para a apreciação do prato, sem saber qual sabotagem foi usada. Cada prato é julgado apenas com base em três critérios: sabor, apresentação e quão bem ele se assemelha ou lembra o juiz do prato designado. Os chefs têm a oportunidade de descrever e explicar seus pratos e escolhas. Eles não podem reclamar em geral ou divulgar quaisquer sabotagens que enfrentaram, mas podem tentar explicar (com verdade ou não) as escolhas culinárias que fizeram ou foram forçados a fazer.
O chef cujo prato é considerado o menos satisfatório é eliminado do jogo e perde todo o dinheiro restante, tendo a sua sabotagem revelada pelo apresentador após o anúncio. Após a rodada final, o chef sobrevivente fica com todo o dinheiro que não gastou nos itens do leilão. Na terceira temporada, o programa passou a receber alguns chefs convidados que participavam do julgamento junto com Giuseppe.

#### Os sabotinos
Diferente da versão original, na versão brasileira tem os sabotinos (interpretado pelo ator Renato Lima e pela comediante Manu Pestana). Eles tem como objetivo atrapalhar os chefs se forem incluídos nas trapaças e oferecer as sabotagens nos leilões. Eles também produzem esquetes humoradas dos participantes no meio da competição.

## Equipe

#### Apresentador
| Apresentadores | Temporadas | Temporadas | Temporadas |
| Apresentadores | 1          | 2          | 3          |
| -------------- | ---------- | ---------- | ---------- |
| Sergio Marone  |            |            |            |
| Otaviano Costa |            |            |            |

#### Jurado
- Giuseppe Gerundino

#### Sabotinos
| Sabotinos    | Temporadas | Temporadas | Temporadas |
| Sabotinos    | 1          | 2          | 3          |
| ------------ | ---------- | ---------- | ---------- |
| Renato Lima  |            |            |            |
| Léo Oliveira |            |            |            |
| Manu Pestana |            |            |            |

## Exibição
O programa é exibido aos sábados ás 22h30 pelo SBT e reexibido pelo Discovery Home & Health nas sextas ás 19h40. Os episódios também são disponibilizados no Discovery+.
| Temporada | Temporada | Episódios | Episódios | Originalmente exibido | Originalmente exibido   |
| Temporada | Temporada | Episódios | Episódios | Estreia da temporada  | Final da temporada      |
| --------- | --------- | --------- | --------- | --------------------- | ----------------------- |
|           | 1         | 10        | 10        | 24 de abril de 2021   | 26 de junho de 2021     |
|           | 2         | 6         | 6         | 8 de janeiro de 2022  | 12 de fevereiro de 2022 |
|           | 3         | 13        | 13        | 7 de maio de 2022     | 30 de julho de 2022     |

## Episódios
Primeira temporada
| #  | Exibição no SBT     | Competidores                                                     | Mestre da Sabotagem     | Valor restante (Prêmio) |
| -- | ------------------- | ---------------------------------------------------------------- | ----------------------- | ----------------------- |
| 1  | 24 de abril de 2021 | Kaio Gomes Katarina Santos Leia Silva Mailson da Silva           | Mailson da Silva        | R$24.600,00             |
| 2  | 1 de maio de 2021   | Arieli Fernanda Diego Bispo Maurício Nogueira Vanessa Nemen      | Vanessa Nemen           | R$18.300,00             |
| 3  | 8 de maio de 2021   | Cássio Prados Georgia Paraty Gopal Pandaram Stella Hermann       | Georgia Paraty          | R$10.600,00             |
| 4  | 15 de maio de 2021  | Arthur Sauer Gustavo Rossi Jamile Massahud Mara Oliveira         | Jamille Massahud        | R$3.600,00              |
| 5  | 22 de maio de 2021  | Flávia Costa Italo Rosa Miriam Chagas Ugo Chaves                 | Ugo Chaves              | R$15.700,00             |
| 6  | 29 de maio de 2021  | Adriana Teles Daniel Quadros Priscila Coutinho Ronaldo Coelho    | Daniel Quadros          | R$4.500,00              |
| 7  | 5 de junho de 2021  | Bruno Lins Erica Duque Gustavo Moura Keila Aviano                | Bruno Lins Keila Aviano | R$6.400,00 R$6.500,00   |
| 8  | 12 de junho de 2021 | Leonardo Roncon Lívia Guimarães Nico Ferdico Yolanda Tatto       | Leonardo Roncon         | R$16.000,00             |
| 9  | 19 de junho de 2021 | Andréa Lopes Caio Mesquita Ellen Beraldo Gabriel Guimarães       | Andréa Lopes            | R$8.100,00              |
| 10 | 26 de junho de 2021 | Franco Bruzzone Jordana Busse Pedro Liberalesso Stefano Bruzzone | Pedro Liberalesso       | R$9.300,00              |

Segunda temporada
| # | Exibição no SBT         | Competidores                                                   | Mestre da Sabotagem | Valor restante (Prêmio) |
| - | ----------------------- | -------------------------------------------------------------- | ------------------- | ----------------------- |
| 1 | 8 de janeiro de 2022    | Dário Héberson Michael Levine Núbia Moraes Priscilla Grasso    | Priscilla Grasso    | R$8.000,00              |
| 2 | 15 de janeiro de 2022   | Aritana Maroni Estefano Zaquini Jiang Pu Juliana Nicoli        | Estefano Zaquini    | R$14.200,00             |
| 3 | 22 de janeiro de 2022   | Benoit Mathurin Ieda Matos Mariana Pelozio Mari Sciotti        | Mari Sciotti        | R$17.900,00             |
| 4 | 29 de janeiro de 2022   | Igor Rocha Lucas Fischer Natália Palmegiano Rafael Licks       | Rafael Licks        | R$6.100,00              |
| 5 | 5 de fevereiro de 2022  | Leonardo Miggiorin Lucas Rangel Karina Bacchi Mariano          | Lucas Rangel        | R$15.500,00             |
| 6 | 12 de fevereiro de 2022 | Flayslane Raiane Marlei Cevada Monalysa Alcântara Nadja Haddad | Nadja Haddad        | R$6.500,00              |

Terceira temporada
| #  | Exibição no SBT     | Competidores                                                          | Mestre da Sabotagem | Valor restante (Prêmio) |
| -- | ------------------- | --------------------------------------------------------------------- | ------------------- | ----------------------- |
| 1  | 7 de maio de 2022   | Bruna Dantas Guilherme Doná Iracilda Gomes Marco Ungaro               | Guilherme Doná      | R$3.500,00              |
| 2  | 14 de maio de 2022  | Beto Oliveira Gerald Nicol Umpierrerz Jéssica Paixão Ligia do Vale    | Ligia do Vale       | R$11.000,00             |
| 3  | 21 de maio de 2022  | Elô Samarini Fábio Marques Maia Ribeiro Thiago Luciano                | Fábio Marques       | R$11.000,00             |
| 4  | 28 de maio de 2022  | Beto Oliveira Eveliny de Carli Flávio Fukuda Grace Trankels           | Grace Trankels      | R$9.000,00              |
| 5  | 4 de junho de 2022  | Bruno Magno Isabella Durante Monique Ranauro Xexéu Aguiar             | Isabella Durante    | R$11.500,00             |
| 6  | 11 de junho de 2022 | Amanda Vasconcelos Diego Nascimento Marcelo Assis Paula Bandeira      | Paula Bandeira      | R$17.000,00             |
| 7  | 18 de junho de 2022 | Carol Oliveira Giovane Guerreiro Marcelo Faria Sue Moreira            | Giovane Guerreiro   | R$5.500,00              |
| 8  | 25 de junho de 2022 | Danilo Galhardo Ismaela Nicole Reginaldo Almeida Renata               | Reginaldo Almeida   | R$11.500,00             |
| 9  | 2 de julho de 2022  | Cláudia Marriel Cleverson Rocha Jussemar Ferreira Simone              | Cláudia Marriel     | Valor não divulgado     |
| 10 | 9 de julho de 2022  | Genivaldo Martins Juliana Oliveira Magda Botezelli Thiago Chiericatti | Magda Botezelli     | R$16.500,00             |
| 11 | 16 de julho de 2022 | Bianca Folla Caique Peres Gabriella Perri Leandro Ciorra              | Caique Peres        | R$3.000,00              |
| 12 | 23 de julho de 2022 | Patrícia Hopf Paulo Tardivo Rodrigo Mello Tassi de Oliveira           | Tassi de Oliveira   | R$4.000,00              |
| 13 | 30 de julho de 2022 | Cris Stocovock Liany Rocha Luciana Cristina Zi Saldanha               | Zi Saldanha         | R$5.000,00              |

## Outras aparições
Além de participarem de Mestres da Sabotagem, alguns dos participantes passaram a competir em outros reality ou talent shows.
| Participante     | Edição Mestres da Sabotagem | Colocação                  | Reality ou talent show              | Temp. | Colocação                |
| ---------------- | --------------------------- | -------------------------- | ----------------------------------- | ----- | ------------------------ |
| Mailson da Silva | 1                           | Vencedor – 1.º lugar       | Hell's Kitchen: Cozinha sob Pressão | 4     | Vice-Campeão – 2.º lugar |
| Arthur Sauer     | 1                           | Eliminado — Primeira etapa | Hell's Kitchen: Cozinha sob Pressão | 1     | Vencedor – 1.º lugar     |
| Michael Levine   | 2                           | Vice-Campeão – 2.º lugar   | Bake Off Brasil: Mão na Massa       | 1     | Eliminado — 12.° lugar   |
| Dário Héberson   | 2                           | Eliminado — Segunda etapa  | Bake Off Brasil: Mão na Massa       | 3     | Vencedor – 1.º lugar     |
| Núbia Moraes     | 2                           | Eliminada — Primeira etapa | Bake Off Brasil: Mão na Massa       | 4     | 3.º lugar                |
| Priscilla Grasso | 2                           | Vencedora – 1.º lugar      | Bake Off Brasil: Mão na Massa       | 6     | Vencedora – 1.º lugar    |
| Jiang Pu         | 2                           | Eliminada — Primeira etapa | Masterchef Brasil                   | 2     | 3.º lugar                |
| Aritana Maroni   | 2                           | Eliminada — Segunda etapa  | Masterchef Brasil                   | 2     | Eliminada — 8.° lugar    |
| Juliana Nicoli   | 2                           | Vice-Campeã – 2.º lugar    | Masterchef Brasil                   | 6     | Eliminada — 4.° lugar    |
| Estefano Zaquini | 2                           | Vencedor – 1.º lugar       | Masterchef Brasil                   | 1     | Eliminado — 9.° lugar    |
| Mariana Pelozio  | 2                           | Eliminada — Primeira etapa | Mestre do Sabor                     | 1     | Eliminada — Na Balança   |
| Rafael Licks     | 2                           | Vencedor – 1.º lugar       | Big Brother Brasil                  | 15    | Eliminado — 8.º lugar    |
| Mariano          | 2                           | Vice-Campeão – 2.º lugar   | A Fazenda                           | 12    | Eliminado — 8.º lugar    |

## Recepção

#### Audiência
| Episódio           | Data        | Audiência (em pontos) | Ref.   |
| ------------------ | ----------- | --------------------- | ------ |
| Primeira temporada |             |                       |        |
| 1                  | 24/04/2021  | 4,8                   | [ 8 ]  |
| 2                  | 01/05/2021  | 4,6                   | [ 9 ]  |
| 3                  | 08/05/2021  | 3,4                   | [ 10 ] |
| 4                  | 15/05/2021  | 4,6                   | [ 11 ] |
| 5                  | 22/05/2021  | 4,3                   | [ 12 ] |
| 6                  | 29/05/2021  | 4,7                   | [ 13 ] |
| 7                  | 05/06/2021  | 4,8                   | [ 14 ] |
| 8                  | 12/06/2021  | 4,4                   | [ 15 ] |
| 9                  | 19/06/2021  | 4,9                   | [ 16 ] |
| 10                 | 26/06/2021  | 4,4                   | [ 17 ] |
| Media Geral        | Media Geral | 4,5                   | —      |
| Segunda temporada  |             |                       |        |
| 1                  | 08/01/2022  | 4,3                   | [ 18 ] |
| 2                  | 15/01/2022  | 4,6                   | [ 19 ] |
| 3                  | 22/01/2022  | 3,9                   | [ 20 ] |
| 4                  | 29/02/2022  | 4,3                   | [ 21 ] |
| 5                  | 05/02/2022  | 4,1                   | [ 22 ] |
| 6                  | 12/02/2022  | 4,2                   | [ 23 ] |
| Media Geral        | Media Geral | 4,2                   | —      |
| Terceira temporada |             |                       |        |
| 1                  | 07/05/2022  | 3,8                   | [ 24 ] |
| 2                  | 14/05/2022  | 4,4                   | [ 25 ] |
| 3                  | 21/05/2022  | 3,8                   | [ 26 ] |
| 4                  | 28/05/2022  | 3,9                   | [ 27 ] |
| 5                  | 04/06/2022  | 3,5                   | [ 28 ] |
| 6                  | 11/06/2022  | 3,1                   | [ 29 ] |
| 7                  | 18/06/2022  | 3,8                   | [ 30 ] |
| 8                  | 25/06/2022  | 3,1                   | [ 31 ] |
| 9                  | 02/07/2022  | 3,9                   | [ 32 ] |
| 10                 | 09/07/2022  | 2,9                   | [ 33 ] |
| 11                 | 16/07/2022  | 3,6                   | [ 34 ] |
| 12                 | 23/07/2022  | 4,0                   | [ 35 ] |
| 13                 | 30/07/2022  | 3,3                   | [ 36 ] |
| Media Geral        | Media Geral | 3,6                   | —      |

- Em 2021, 1 ponto equivale a 76 mil lares na Grande São Paulo.
- Em 2022, 1 ponto equivale a 74,6 mil lares na Grande São Paulo.[37]

#### Críticas
Antes de ir ao ar pelo SBT, o programa foi muito bem avaliado pelos executivos da emissora e pela vice-presidente de conteúdo do Discovery Networks, Mônica Pimentel, que anunciou a exportação do formato brasileiro para outros países. Na sua estreia, o programa foi muito elogiado pelos telespectadores e por especialistas em televisão, entre eles, Maurício Stycer, que destacou que o formato se diferencia do pioneiro MasterChef Brasil (Rede Bandeirantes) e dos próprios formatos de culinária apresentados pelo SBT, sendo eles: Hell's Kitchen: Cozinha sob Pressão (2014–2016), Bake Off Brasil: Mão na Massa (desde 2015), Duelo de Mães (2016–2017), BBQ Brasil: Churrasco na Brasa (2016–2018) e Famílias Frente a Frente (2019) (sendo o Hell's Kitchen e Bake Off co-produções com a Discovery), pelo fato dos desafios envolverem trapaças dos próprios chefs, além do humor vindo dos 'sabotinos'.